# Friedersdorf (Spree)
Friedersdorf (Spree) ist ein Gemeindeteil der Oberlausitzer Stadt Neusalza-Spremberg im Südosten Sachsens nahe der Grenze zu Tschechien im Landkreis Görlitz.

## Geografie und Verkehr

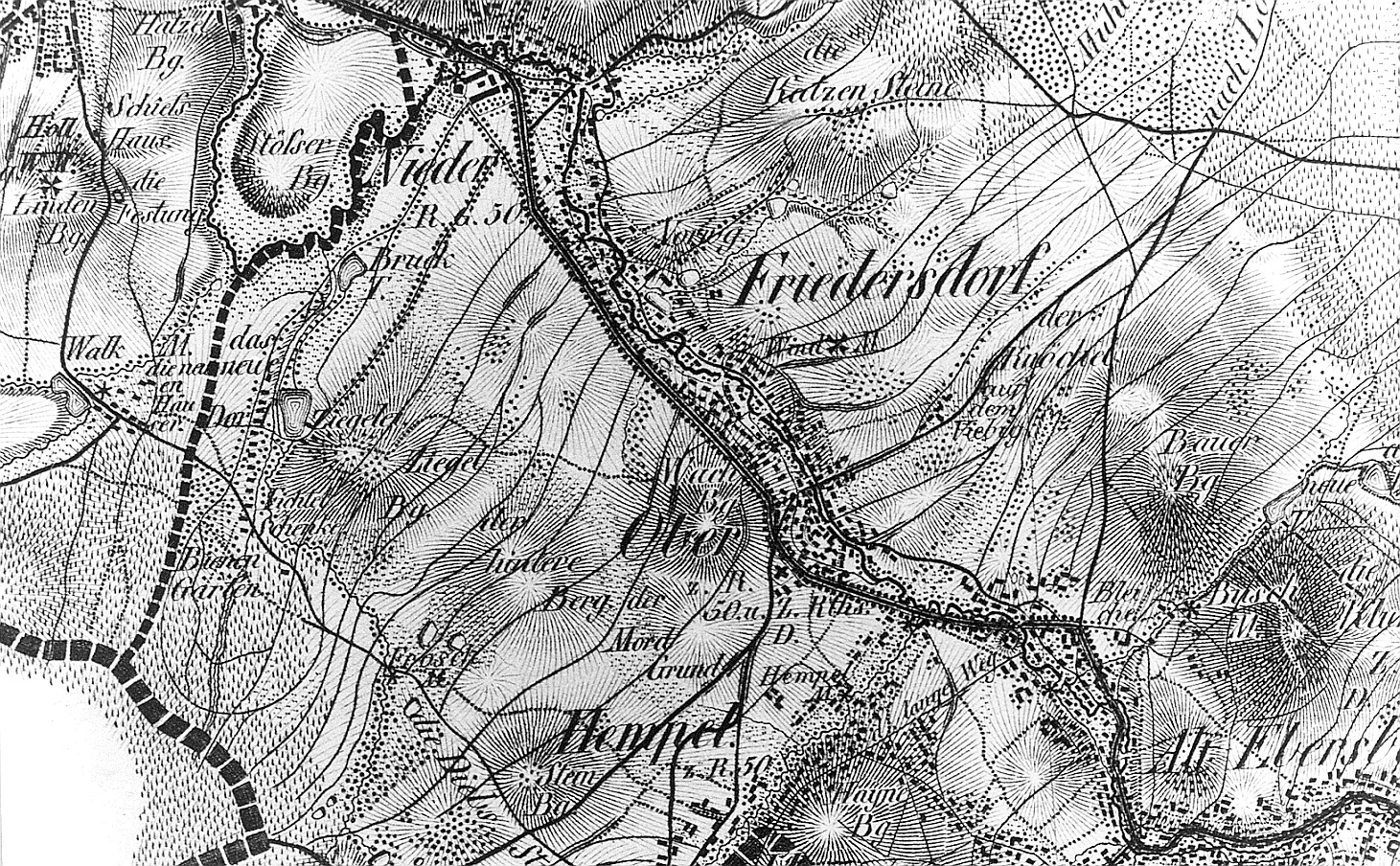
Karte von Friedersdorf von 1821/22

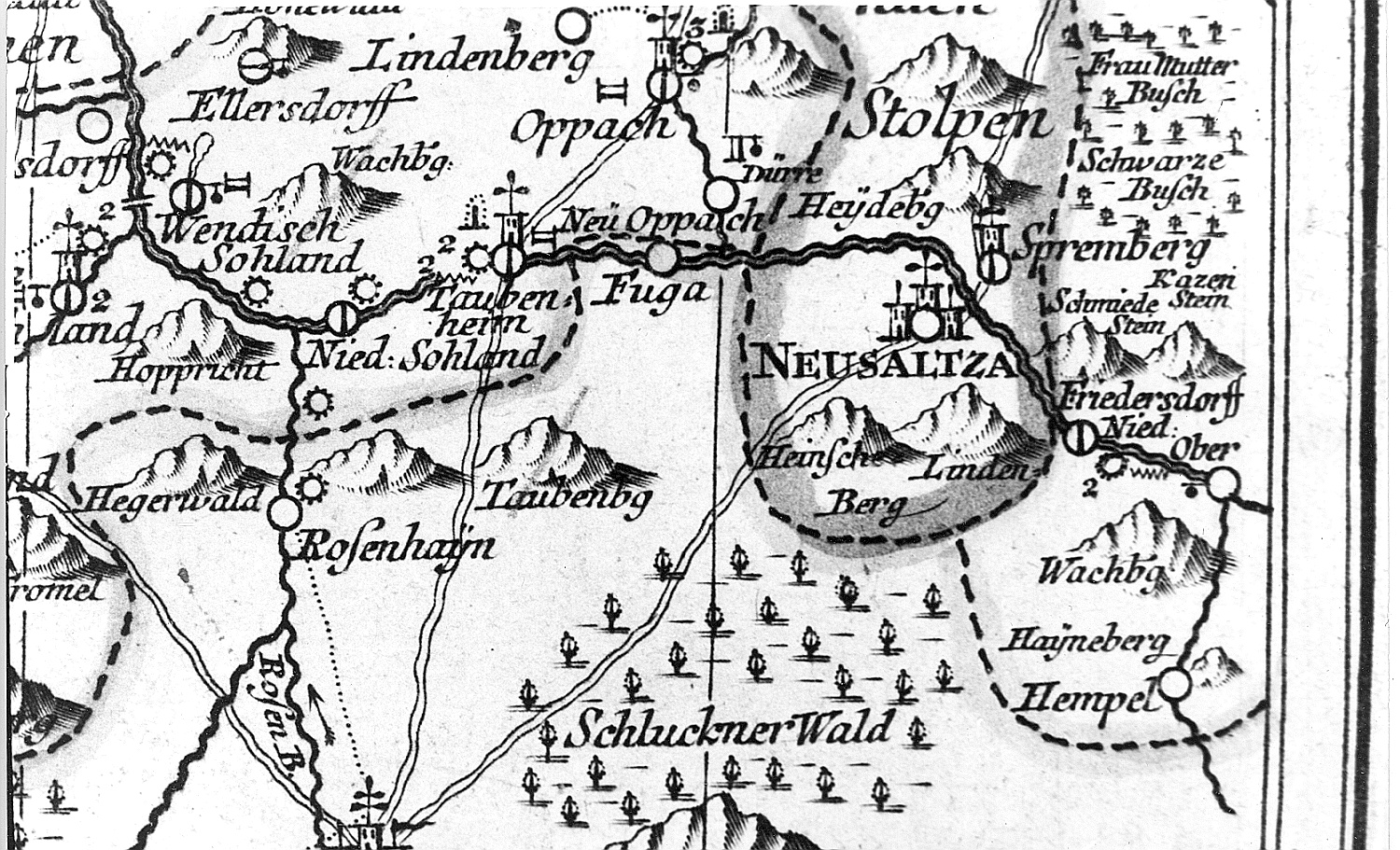
Friedersdorf auf der Obelausitzkarte von Schenk, 1759

Der Ortsteil Friedersdorf liegt im südwestlichen Teil des Landkreises Görlitz. Er liegt ca. 2 km nordwestlich von Ebersbach/Sa. im Lausitzer Bergland. Die 1835 bis 1836 angelegte (Dresden-Stolpen-)Neusalza-Zittauer Landstraße, heutige B 96, führt durch das Gemeindegebiet und die Grenze zur Tschechischen Republik verläuft südlich des Ortes. Die Gemeinde befindet sich an der am 1. Mai 1875 eröffneten Teilstrecke Sohland–Ebersbach der Bahnstrecke Zittau-Dresden (siehe: Bahnstrecke Bischofswerda–Zittau). Durch den Ort fließt die Spree und als ihr südlicher Zulauf das Richterflössel. Nördlich an die Ortslage grenzt der Friedersdorfer Wald und im Süden der Grenzwald.
| Neusalza-Spremberg | Schönbach                                   | Dürrhennersdorf |
|                    | Kompassrose, die auf Nachbargemeinden zeigt |                 |
| Šluknov            |                                             | Ebersbach/Sa.   |

### Berge und Erhebungen
Mehrere Berge säumen das Tal der Spree in dem Friedersdorf liegt:
- Buchberg (395,0 m),
- Steinberg (384,4 m),
- Wacheberg (384,8 m), mit „Schwarzem Felsen“ (Basaltkuppe),
- Ziegelberg (374,0 m).

## Geschichte
Erstmals wurde Friedersdorf am 21. Januar 1272 urkundlich erwähnt. Damals mit den Namen „Friderichstorf“ „Vrederichstorp“, „Vrederikistorp“, benannt nach einem Lokator Friedrich, später (1360) „Friderichstorf“, 1397 „Frydrychsdorf“, 1408 „Fridrichsdorff“, 1419 „Frederßdorf inferior“, 1430 „Frederichsdorff“, 1503 „Friderßdorff“, 1567 „Oberfriederßdorff“ und 1580 „Niderfridersdorf“. Friedersdorf wurde im Zuge der feudalen deutschen Ostexpansion von den Siedlern entlang des Spreetales als Waldhufendorf angelegt, d. h., die Flurstücke (= Waldhufen) lagen senkrecht zum Spreelauf in Richtung Wald. Erste Siedlungsfunde gibt es jedoch schon aus der Bronzezeit. Bis Ende des 15. Jahrhunderts um ca. 1490 (Teilung zwischen 1489 und 1493) war Friedersdorf ein Ort, dann wurde es geteilt, und erst am 1. April 1938 wurde es wiedervereinigt. Das Gasthaus Grenzschänke von 1768 bezieht sich auf die frühere Trennlinie. Zwischenzeitlich gehörte Oberfriedersdorf seit 1597 der Stadt Zittau, während Niederfriedersdorf in adligem Besitz war. Friedersdorf war überwiegend ein Bauerndorf, dazu kamen später Handwerker und im 17. Jahrhundert die Hausweberei, dieses Gewerbe wurde jedoch durch Textilfabriken verdrängt. 1877 erwarb Hans Leo von Oppell das Niederfriedersdorfer Rittergut und ließ ein neues Schloss als Herrensitz errichten. Der Ort wurde ein Dorf der Fabrikarbeiter, jedoch kein Industriedorf. Es siedelten sich kleinere Unternehmen, wie die Farbenfabrik, die zu DDR-Zeiten Schulmalfarben produzierte und eine Knopffabrik an.
Folgende Verwaltungszugehörigkeit ist für Friedersdorf (Ober- und Niederfriedersdorf) zu benennen:
1777: Bautzener Kreis, 1843: Landgerichtsbezirk Löbau, 1856: Gerichtsamt Neusalza, 1875: Amtshauptmannschaft Löbau, 1952: Landkreis Löbau, 1994: Landkreis Löbau-Zittau und ab dem 1. August 2008: Landkreis Görlitz.
Die ursprünglich eigenständige Gemeinde Friedersdorf (alte vierstellige Postleitzahl 8701, ehemalige Ortsteile Friedersdorf und Neufriedersdorf) wurde am 1. Januar 2008 ein Ortsteil von Neusalza-Spremberg.

### Oberfriedersdorf

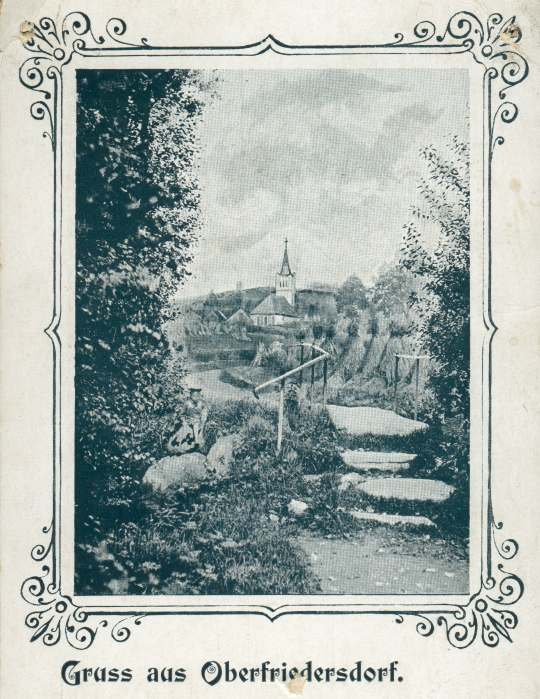
Historische Postkarte von Oberfriedersdorf

In Oberfriedersdorf bestand seit dem 16. April 1898 eine Postagentur und seit dem 20. August 1899 darin eine Telegraphenbetriebsanstalt und öffentliche Fernsprechstelle. Zur Gemeinde Oberfriedersdorf gehörten die Ortsteile Hempel und Viehbig.
Oberfriedersdorf als Waldhufendorf hatte 1900 eine Fläche von ca. 386 ha.
Die Grundherrschaft besaß 1567 das Rittergut Schluckenau (Böhmen), 1597 sowie 1777 der Rat zu Zittau.
Oberfriedersdorf war 1580 nach Spremberg gepfarrt. Im Oktober 1801 war der Bau der Oberfriedersdorfer Pfarrkirche abgeschlossen. Von 1923 bis 1937 unterstand sie der Filialkirche Dürrhennersdorf.
Ortsnamensformen:
Der Name Oberfriedersdorf wurde erstmals 1561 urkundlich erwähnt. Er wandelte sich folgendermaßen: 1419: „Frederßdorff superior“, 1567 „Oberfriederßdorff“, 1657 „Ober Friedersdorff“ und 1875 „Oberfriedersdorf, Zittauer und Schliebenscher Antheil“, (früher Mittelfriedersdorf).

### Niederfriedersdorf
Niederfriedersdorf als Waldhufendorf mit Ortsteilen hatte 1900 eine Fläche von ca. 704 ha.
Die Grundherrschaft besaß 1777 das Rittergut Niederfriedersdorf.
Niederfriedersdorf war 1580 nach Spremberg gepfarrt und gehörte 1930–2001 zur Kirchgemeinde Friedersdorf.
Ortsnamensformen:
Der Name Niederfriedersdorf ist schon 1519 belegt und in der Form „Nieder Dorf“ sogar schon 1493. Er wandelte sich folgendermaßen: 1567 „Nieder-Friederßdorff“, 1657 „Nieder Friedersdorff“ und 1875 „Niederfriedersdorf“.

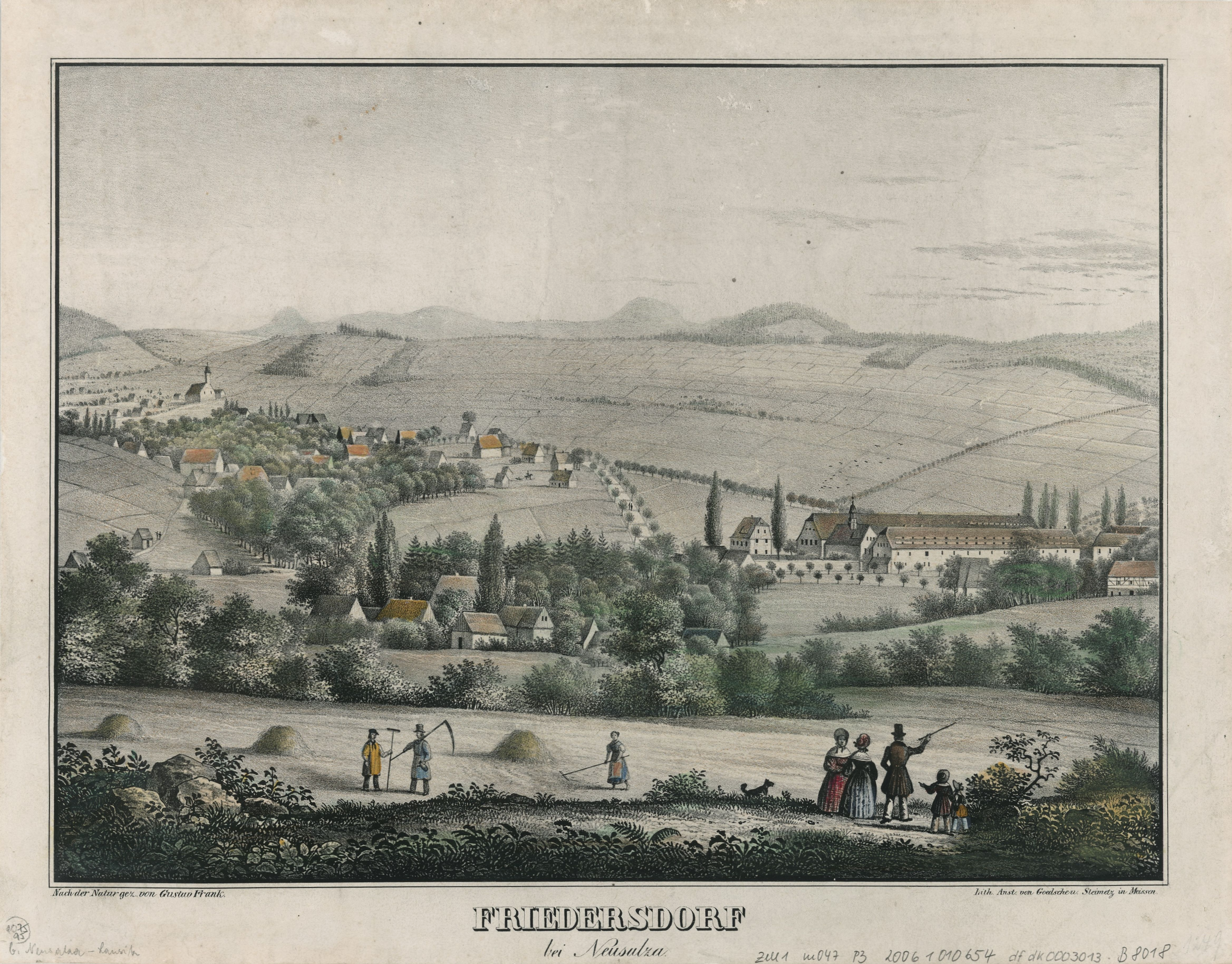
Ansicht von Friedersdorf um 1840

### Gutsherrschaften und deren Besitzer

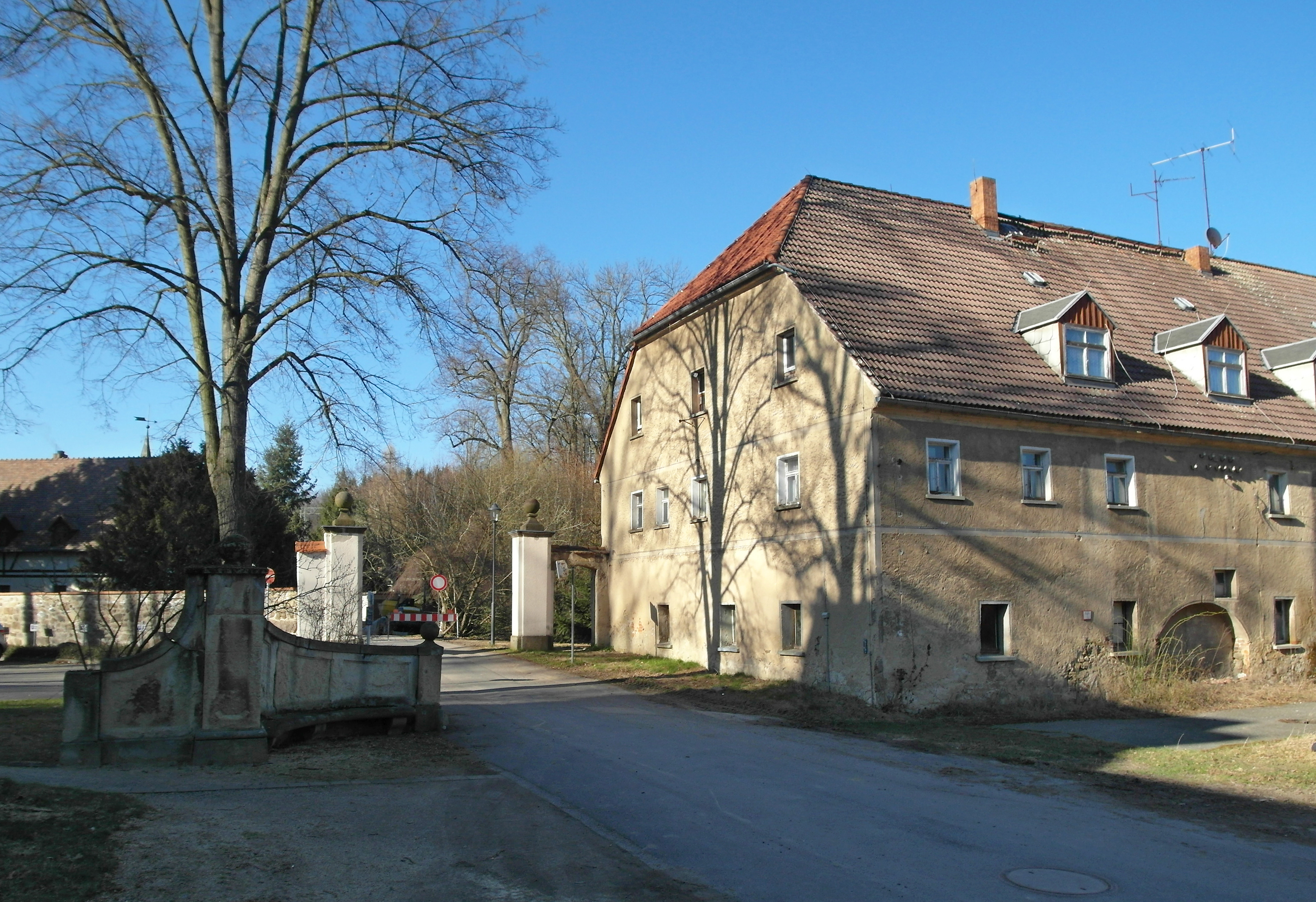
Rittergut Niederfriedersdorf

Bis gegen Ende des 15. Jahrhunderts gehörte der Gutsherrschaft in Niederfriedersdorf ganz Friedersdorf, von da an nur der untere Teil mit dem Vorwerk, seit 1690 wieder ein Stück vom oberen Teil.

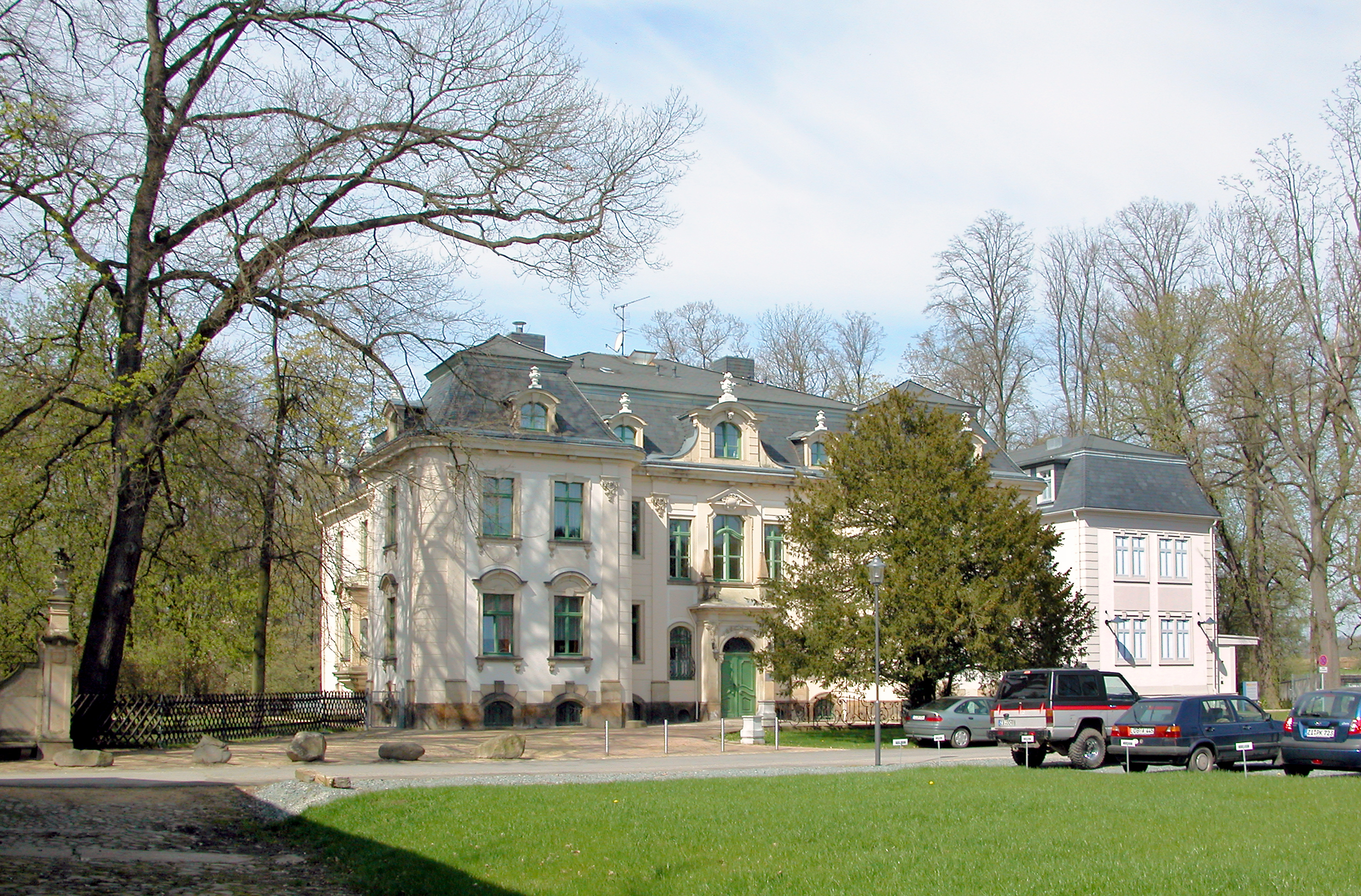
Schloss Friedersdorf, Hofseite

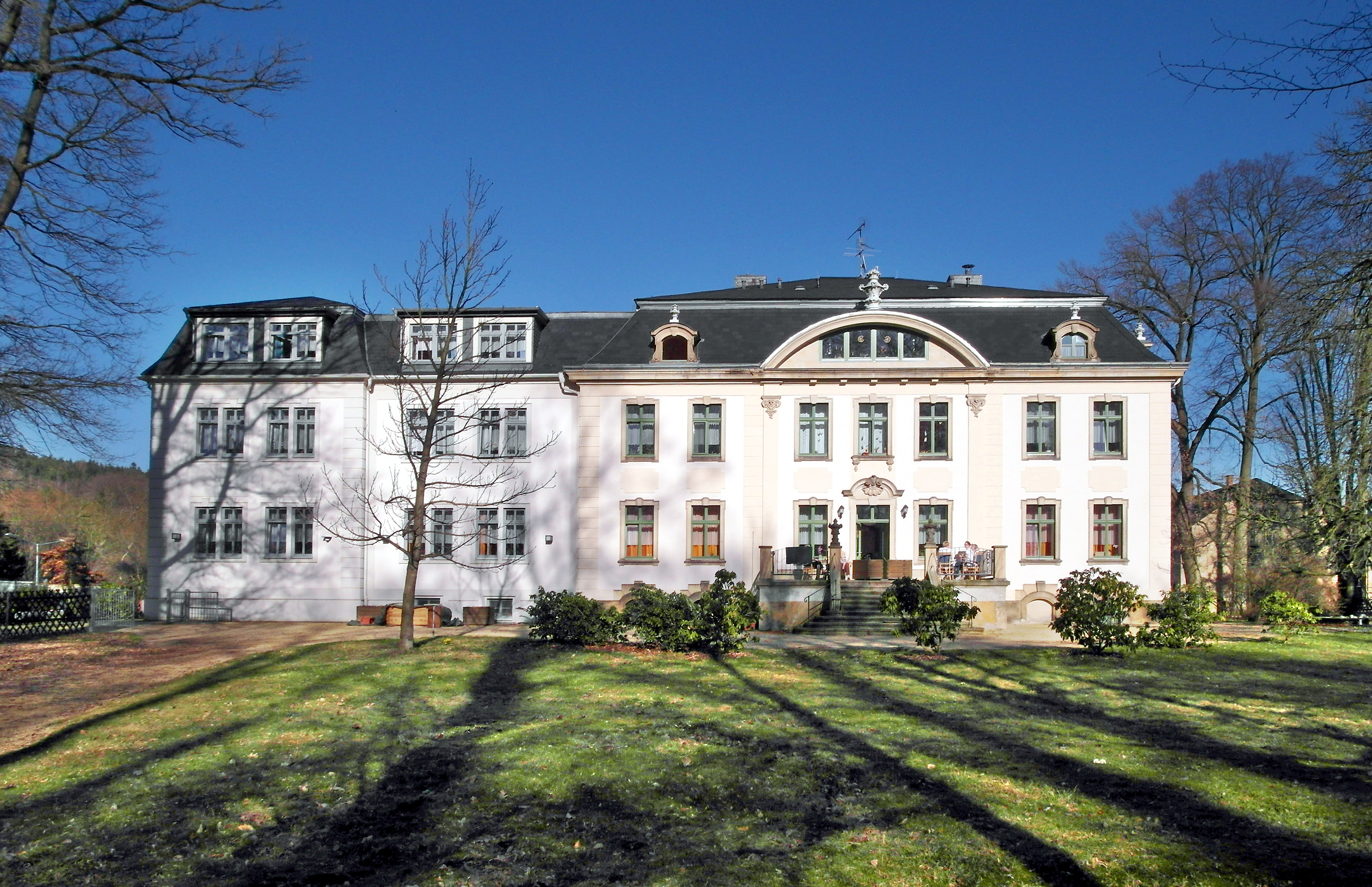
Schloss Friedersdorf, Parkseite

Besitzer des Rittergutes Niederfriedersdorf seit 1392:
- 1392 erste Lehnsmannen Brüder Heinrich und Hans von Rawssendorf (Raussendorf) sowie Bernhard von Döbschicz
- 1408 Heinrich von Rawssendorf junior
- 1430 Hinrich Lotticze (Luttitz), als „Dorfherr zu Frederichsdorff“
- 1469–1655 Familie von Rodewitz
  - 1469 Heinrich von Rodewitz („auf Friedersdorf gesessen“)
  - 1489 seine Söhne Christoph und Heinrich von Rodewitz
  - 1503 Heinrich von Rodewitz als alleiniger Besitzer
  - 1532 dessen sechs Söhne Bernhard, Heinrich, Caspar, Hans, Peter und Christoph von Rodewitz
  - ab 1592 als alleiniger Besitzer Christoph „der Ältere“ (damals gegen 84 Jahre alt)
  - 1598 sein Neffe Peter von Rodewitz „zue Spremberg“ (der mit dem Onkel in „gesamter Belehnung“ stand) und sein Eidam (?) Christoph von Gersdorf
  - 1604 dessen Eidam (?) Rudloff von Rodewitz (vermählt mit einer Anna von Gersdorf)
  - 1605 deren Sohn Caspar Heinrich von Rodewitz infolge eines Erbvertrages (dieser wurde 1614 von Hans von Nostitz auf Krobnitz in Dehsa erstochen, Caspar Heinrichs Bruder Adam von Rodewitz wurde 1617 bei der Sühne als Herr „auf Spremberg und Friedersdorf“ bezeichnet)
  - 1614 Rudloff von Rodewitz (ein Vetter von Caspar Heinrich von Rodewitz, dieser verkaufte 1630 sein „Oberforbergk“ an seinen Eidam „Landeskommissarius“ Wolf Heinrich von Leubnitz, siehe weiter unten; 1637 erschien er als „Erbherr“)
  - nach 1637 dessen hinterlassene Söhne Caspar Christoph und Peter Abraham von Rodewitz, als deren Miterbe wahrscheinlich auch oben genannter Wolf Heinrich von Leubnitz, Gemahl der Martha von Rodewitz
  - 1650 Christoph Volkmann von Gerßdorff, Hans Christoph von Nosticz und Oßwald Nizsche als Gläubiger, noch 1655 weigerten sich diese beharrlich gegenüber dem Kurfürsten als Besitzer die beiden Brüder anzuerkennen
- 1655–1843 Familie von Leubnitz
  - nach 1655 und spätestens 1657 oben genannter Wolf Heinrich von Leubnitz
  - 1666 dessen hinterlassenen Söhne, von denen
  - 1667 Rudolph Abraham von Leubnitz alleiniger Besitzer war
  - 1689 sein Sohn Wolff Ernst von Leubnitz, Landesältester der Oberlausitz, der 1690 einen Teil von Oberfriedersdorf und 1692 das Vorwerk in Niederfriedersdorf kaufte (siehe unten)
  - 1738 sein Sohn Gottlob August von Leubnitz, seit 1749 Landescommissarius und seit 1758 Landesältester der Oberlausitz, er verwandelte 1761 das Lehngut Friedersdorf in ein Eigengut
  - 1774 sein Bruder Carl Ludwig von Leubnitz, dessen Namen trägt mit der Jahreszahl 1785 das von ihm gestiftete Armenhaus in Niederfriedersdorf, (seine Gemahlin war eine geborene von Schlieben, † 1782)
  - 1783 sein Sohn Joh. Aug. Ludwig von Leubnitz
  - 1828 dessen Ehegattin Auguste Sophie Friederike von Leubnitz, geborene von Polenz († 1845)
  - 1845 deren Tochter Emilie Auguste von Leubnitz, verehelichte von Schlieben
- 11. August 1845 deren Sohn Hans Anton August von Schlieben
- 8. Dezember 1874 Karl Friedrich Eduard Müller, kaufte das Gut von den Schlieben´schen Erben
- 14. Juni 1875 erbte das Gut sein Sohn Heinrich Eduard Müller
- 14. Juli 1877 Kauf des Anwesens durch Hans Leo von Oppell (* 8. August 1846; † 19. Juli 1915) und dessen Frau Marie Louise Margarethe von Oppell (geborene Freiin Dathe von Burgk) aus Dresden
- ab 1915 durch Frau von Oppell, später mit ihrem ältesten Sohn Hans Adolf von Oppell

Ab dem Jahr 1880 erfolgten umfangreiche Um- und Neubauten im Bereich des Gutshofes:
- Orangerie
- Gesindehaus (gegenüber Orangerie)
- Arbeiterhaus (östlich des Rittergutes)
- Stallanlagen

### Einwohnerentwicklung

#### Bis 1939
| Jahr/Datum    | Einwohner                                        |                                                 |                       |
|               | Oberfriedersdorf                                 | Niederfriedersdorf                              | Neufriedersdorf       |
| 1777          | 92 Häusler, 9 Gärtner, 17 bes. Mann, 3 Wüstungen | 54 Häusler, 16 Gärtner, 11 bes. Mann, 1 Wüstung | 9 Häusler             |
| 1834          | 979                                              | 803                                             |                       |
| 1871          | 1.286                                            | 919                                             | 104                   |
| 1890          | 1.295                                            | 982                                             | 116                   |
| 1910 (01.12.) | 1.354                                            | 1.051                                           | zu Niederfriedersdorf |
| 1925          | 1.276                                            | 1.028                                           |                       |
| 1933          | zusammen 2.281                                   |                                                 |                       |

#### Ab 1939
| Jahr/Datum    | Einwohner |
| ------------- | --------- |
| 1939          | 2.158     |
| 1946          | 2.574     |
| 1950          | 2.709     |
| 1964          | 2.373     |
| 1990          | 1.709     |
| 2000          | 1.590     |
| 2003 (31.12.) | 1.527     |
| 2005 (31.12.) | 1.445     |

## Politik
Friedersdorf hat einen Ortschaftsrat. Ortsvorsteher ist Günter Hamisch. Er gilt als der geistige Urheber des grenzüberschreitenden Verbundes deutscher und tschechischer Kommunen, der als Fünfgemeinde bezeichnet wird. Als Bürgermeister der damals noch selbstständigen Gemeinde war er Mitunterzeichner der entsprechenden Willenserklärung der Bürgermeister der fünf Kommunen am 18. Mai 2002 auf dem grenznahen tschechischen Jüttelberg. Außer Friedersdorf unterschrieben die Bürgermeister Günther Paulik (Neusalza-Spremberg) und Karl-Heinz David (Oppach) von deutscher sowie Milan Kořínek (Šluknov) und Michal Maják (Jiříkov) von tschechischer Seite als Mitglieder das Dokument. Mit der Eingemeindung von Friedersdorf nach Neusalza-Spremberg 2008 und der Aufnahme von Sohland (Spree) unter Bürgermeister Matthias Pilz am 10. Mai des gleichen Jahres konnte die Lücke in der Fünfgemeinde geschlossen werden. Am 4. November 2011 trat auch die Doppelstadt Ebersbach-Neugersdorf mit der Bürgermeisterin Verena Hergenröder der Fünfgemeinde bei.

## Wappen

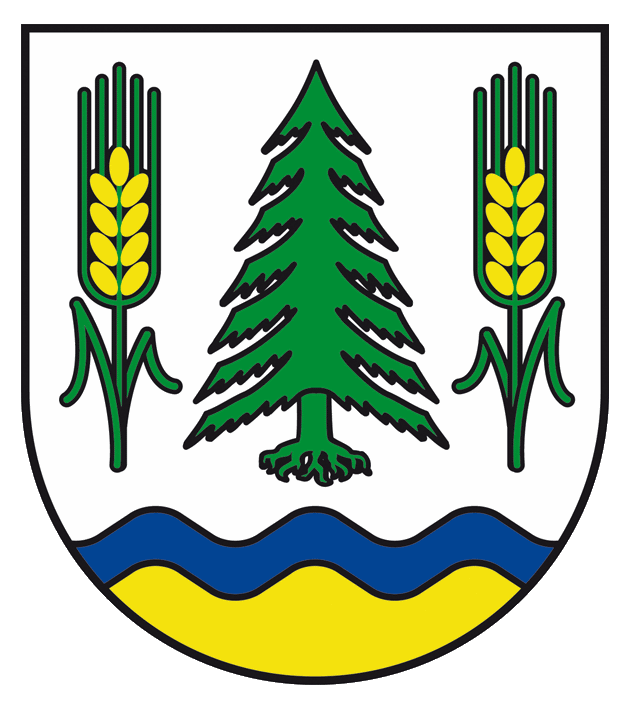
In der Deutschen Ortswappenrolle registriertes Wappen von Friedersdorf (Spree)

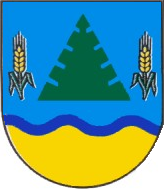
Ehemals unheraldisches Wappen von Friedersdorf

Blasonierung: „Silbern-golden durch einen blauen Wellenbalken in der Schildfußstelle geteilt, oben eine entwurzelte grüne Fichte, beseitet von zwei grünen Ähren mit goldenen Körnern an beblätterten grünen Halmen.“
Das Wappen des Ortsteils Friedersdorf wurde als Wappen eines nicht selbstständigen Ortsteils mit der Registratur „5 SN“ am 10. Dezember 2012 in die Deutsche Ortswappenrolle des HEROLD eingetragen und dokumentiert. Gestiftet wurde es vom Ortschaftsrat, vertreten durch Günter Hamisch, um es als Symbol der örtlich-lokalen Identität außerhalb von Amtshandlungen zu führen. Die Gestaltung übernahm der Kommunalheraldiker Jörg Mantzsch, der es zur Beurkundung führte.
Das Wappen lehnt sich in seiner Symbolik an ein gewohnheitsrechtliches, aber unheraldisches Wappenbild an, das einst in Eigeninitiative entstand und etwa 20 Jahre lang geführt wurde.
Die Symbole erklären sich wie folgt: Die zentrale Figur eines Nadelbaums (Fichte) verweist auf die naturelle Lage des Dorfes im Lausitzer Bergland, woran der Wellenbalken als Bezug zur Spree anknüpft, die durch den Ort fließt. Neben der Waldwirtschaft war die Landwirtschaft über Jahrhunderte der wichtigste Wirtschaftszweig der Bevölkerung; aus diesem Grunde wurden die Ähren ins Wappen aufgenommen, deren Felder durch den goldenen Schildfuß vertreten sind.

## Gedenkstätten
- Grabstätte und Gedenkstein auf dem Alten Friedhof an der Friedersdorfer Kirche für vier jüdische KZ-Häftlinge, die bei einem Todesmarsch aus dem Außenlager Görlitz, einem Außenlager des KZ Groß-Rosen, im April 1945 von SS-Männern ermordet wurden, sowie für zwei ermordete italienische Militärinternierte
- Kriegerdenkmal der im Ersten Weltkrieg Gefallenen am südlichen Ende der unter Naturschutz stehenden Lindenallee, Abzweig nach Neufriedersdorf
- Gedenkstätte für Friedersdorfer Einwohner, die in beiden Weltkriegen umkamen oder vermisst sind, neben der alten Schule. Das große rechteckige als Mauer gestaltete Mahnmal trägt die Inschrift: „Die Toten Mahnen“.

## Kultur und Sehenswürdigkeiten
- Zahlreiche Umgebindehäuser
- Lausitzer Bergland mit Wacheberg (384 m hoch)
- Ehemaliges Schloss (heute Alten- und Pflegeheim) mit Parkgelände (Schlosspark, außerhalb des direkten Schlossgeländes zugänglich, bis zu 200-jähriger Baumbestand)
- 1798 bis 1801 erbaute Kirche (Saalbau mit romanisierendem Westturm mit spitzem Turmhelm) und benachbartes Pfarrhaus
- Grenzschänke, Baudenkmal, auf der Grenze zwischen Ober- und Niederfriedersdorf, an der Kretschmerbrücke mit dem Wehr der Spree
- Damwildgehege nahe dem Schlosspark

Siehe auch: Liste der Kulturdenkmale in Neusalza-Spremberg#Liste der Kulturdenkmale in Friedersdorf

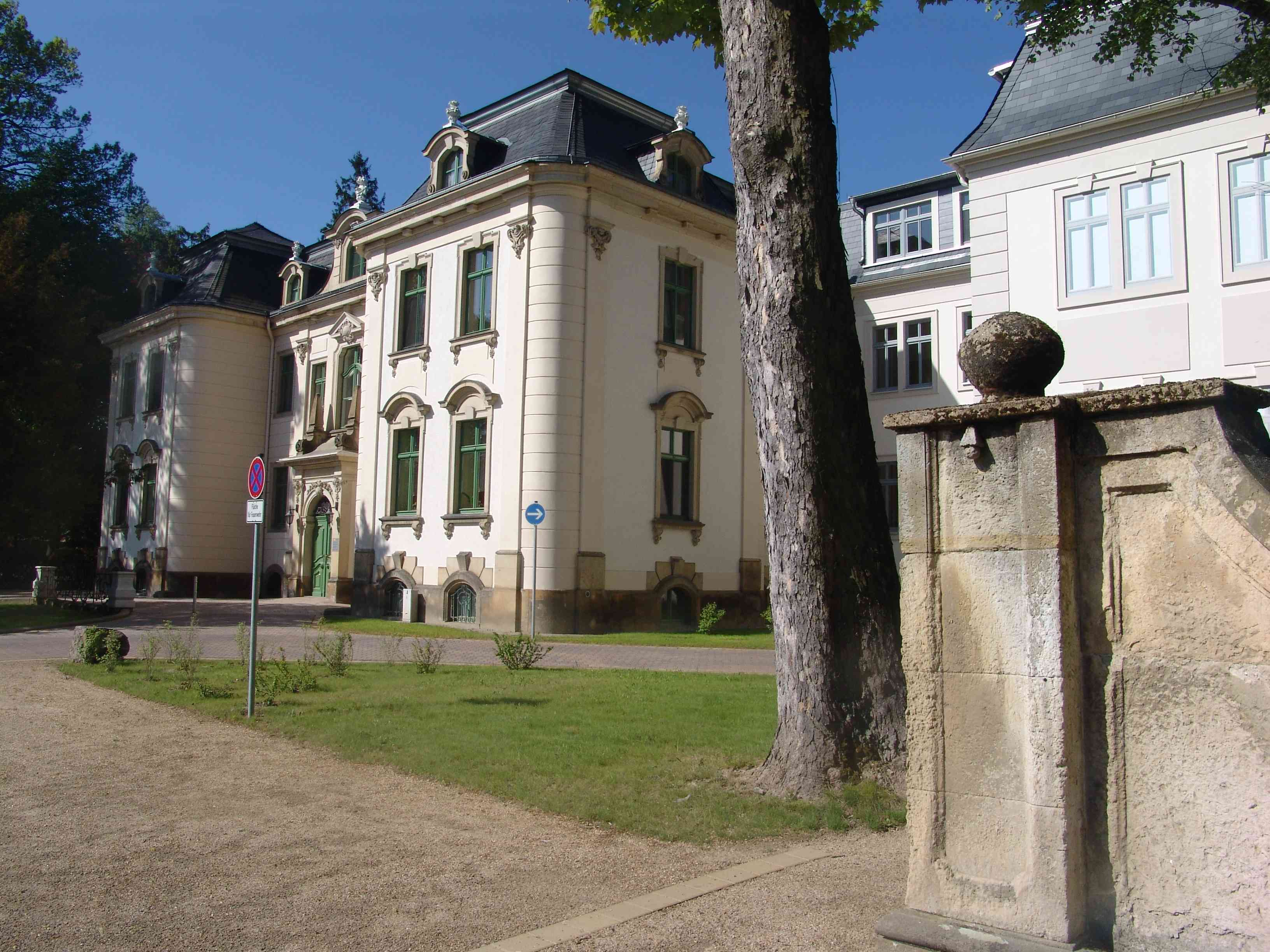
Friedersdorfer Schloss
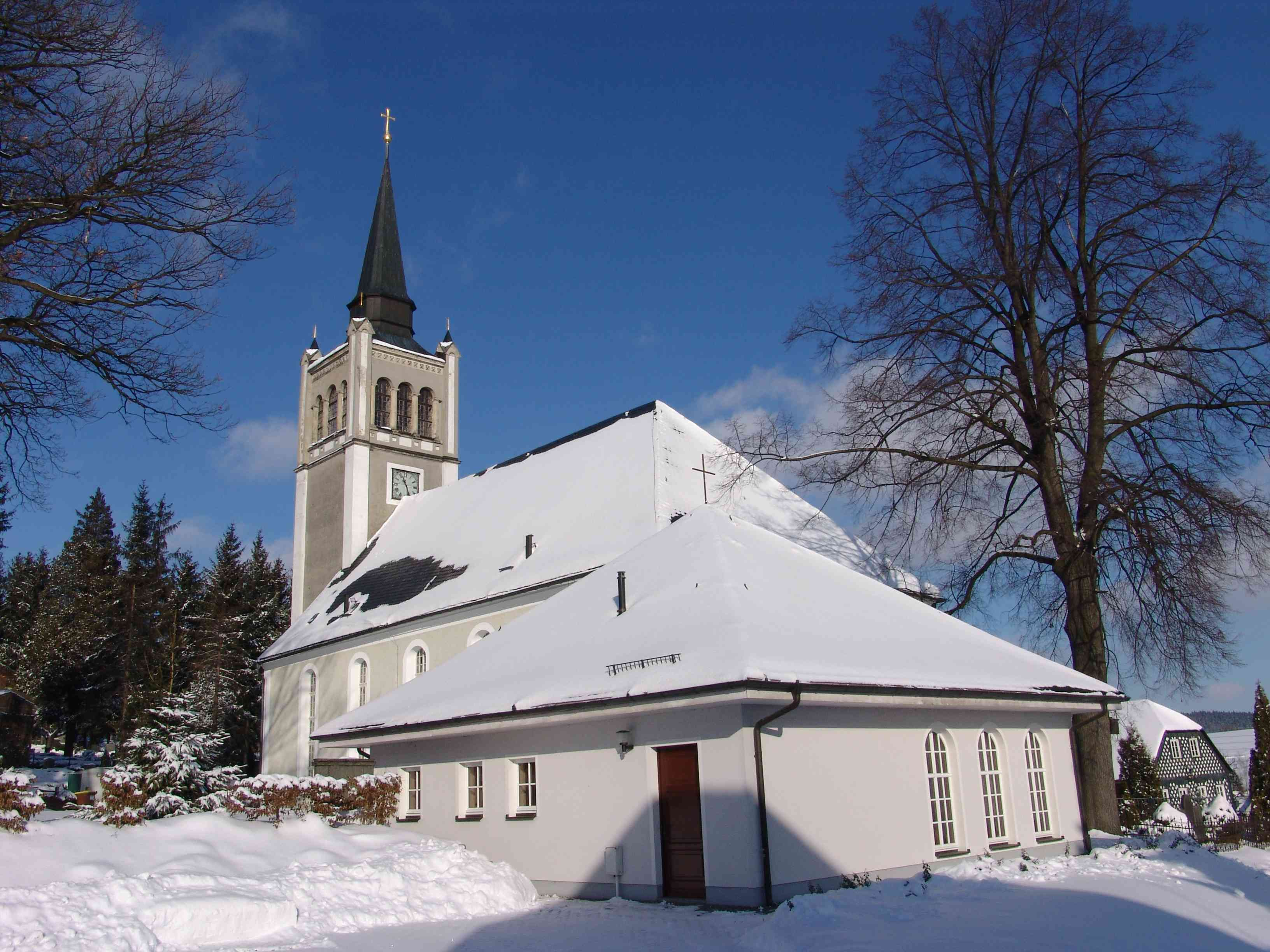
Friedersdorfer Kirche
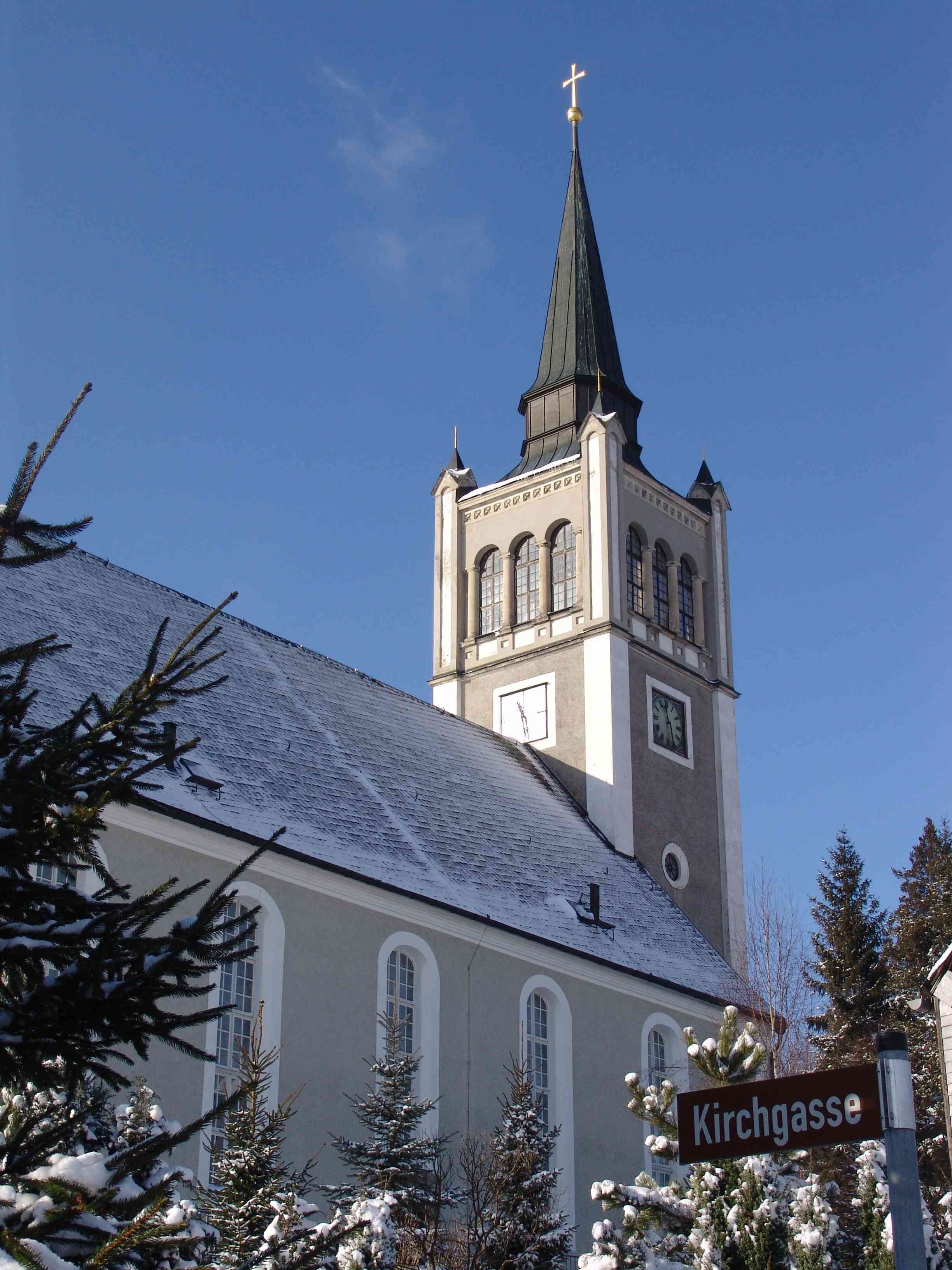
Friedersdorfer Kirche

### Veranstaltungen
Von 2000 bis 2015 fanden auf der Spree am Wehr nahe der Grenzschänke das Friedersdorfer Badewannenrennen statt.

## Wirtschaft

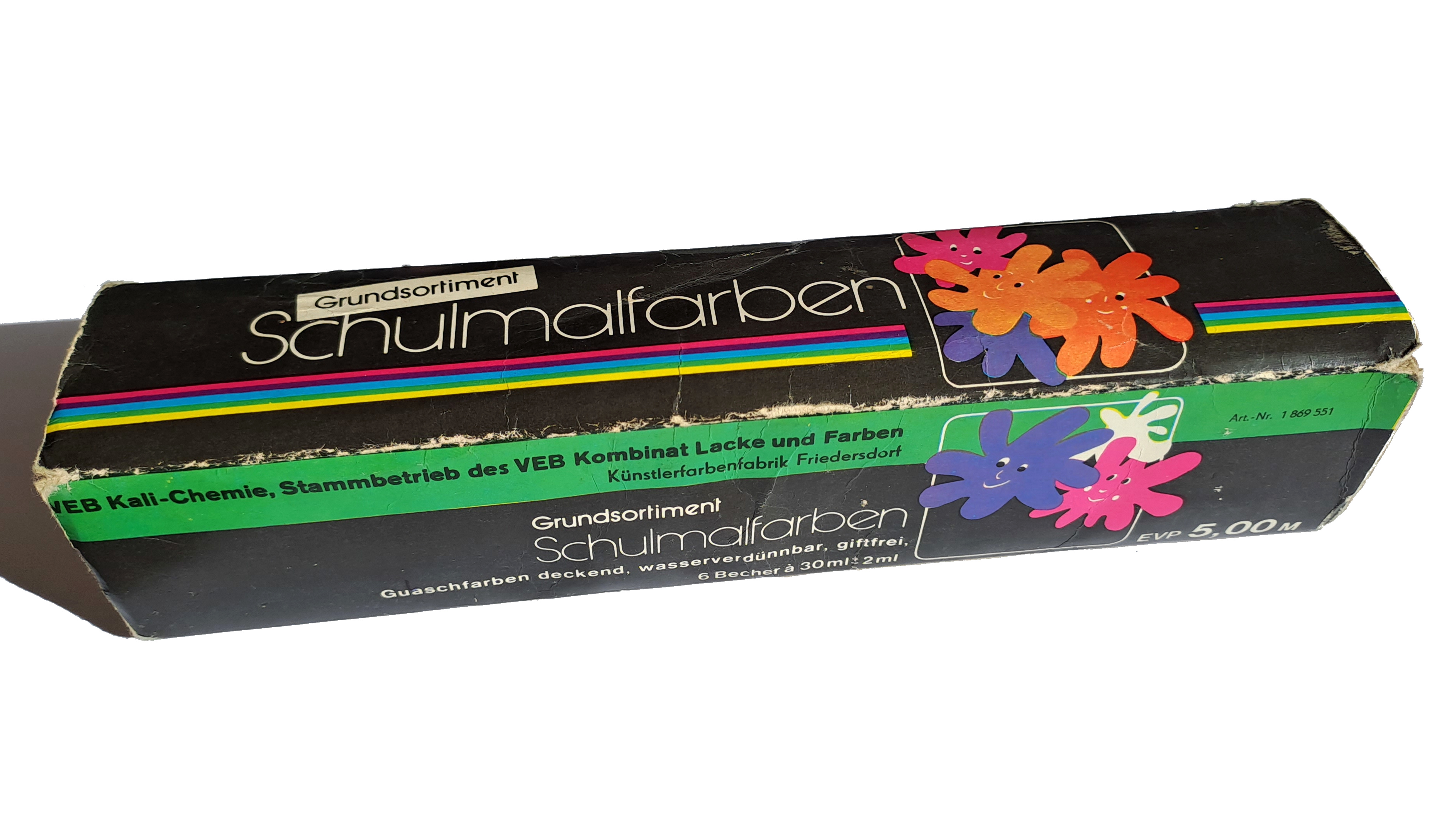
Grundsortiment Schulmalfarben DDR, Vorderseite

In Friedersdorf wurden zu DDR-Zeiten Schulmalfarben produziert.

## Persönlichkeiten

### Söhne und Töchter des Ortes
- Wolf Heinrich von Leubnitz (* 16. Juli 1601; † 31. August 1665), Rittergutsbesitzer von Nieder-Friedersdorf. „Commissarius“ (Beauftragter, Gesandter) des Markgrafentums Oberlausitz (1635–1665). Sein Epitaph befindet sich an der Außenwand der Apsis der Dorfkirche Spremberg.
- Robert Calinich (1834–1883), evangelisch-lutherischer Geistlicher, Autor und Hamburger Hauptpastor
- Richard von Schlieben (1848–1908), sächsischer Kultusminister und Amtshauptmann
- Egon von Schlieben (1852–1933), Generalleutnant
- Hermann Werdermann (1888–1954), Theologe und Hochschullehrer für Religionswissenschaft und Religionspädagogik
- Friedrich Sieber (1893–1973), Pädagoge und Volkskundler
- Gustav Hermann Hoffmann (1844–1916), Gymnasiallehrer und Hochschuldozent
- Edmund August Michael (1849–1920), Pilzforscher
- Herbert Rößler (1911–1997), Kunsterzieher, Maler, Lyriker
- Friedhart Klix (1927–2004), Psychologieprofessor, führender Theoretiker der Kognitionspsychologie
- Götz Kreuzer (* 1940), Politiker, Mitglied des Landtags von Mecklenburg-Vorpommern

### Weitere Persönlichkeiten
- Julius Heinrich Ehrenfried Hoffmann (1810–1887), Kantor, Kirchschullehrer, Gerichtsschreiber
- Hans Leo von Oppell (* 8. August 1846; † 19. Juli 1915), königlich sächsischer Kammerherr und Rittmeister